# حسینقلی‌خان ابوقداره
حسینقلی‌خان ابوقداره والی   پشتکوه وی از مردم لر از طایفه سلورزی  بود .   بود  .قلمرو والی شامل استان ایلام کنونی، بخش‌هایی از استان‌های کرمانشاه، لرستان، خوزستان و قسمت‌هایی از مناطق کردنشین استان دیاله عراق بود. حسینقلی‌خان در سال ۱۲۵۰ ه‍.ق (۱۲۱۳ خورشیدی، ۱۸۳۴ میلادی) متولد شد و در دورهٔ جوانی علیه پدر و پسر عموی خود عباسقلی‌خان شورش کرد و چند سال متواری بود و در خانقین و مندلی عراق، سرگردان بود. در درگیری بین حسینقلی‌خان با عباسقلی‌خان، بسیاری از بزرگان و امرای نظامی از عباسقلی‌خان حمایت کردند و حسینقلی‌خان بار دیگر به خاک عثمانی پناه برد و در نهایت با حمایت و کمک نظامی لطفعلی خان بالاوند جد علای خاندان اسفندیاری بالاوند حاکم هلیلان، توانست بر عباسقلی‌خان پیروز شود و بر ده‌بالا (ایلام کنونی) مقر والیان پشتکوه مسلط شد و به تدریج قدرت خود را در پشتکوه توسعه داد. حاکمیت حسینقلی‌خان بر پشتکوه، توسط حکومت مرکزی به رسمیت شناخته شد و والی جوان توانست بر تمام قلمرو پشتکوه تسلط پیدا کند. قدرت وی به اندازه‌ای بود که تحسین سیاحان و سفرنامه‌نویسان خارجی را برانگیخته بود. او از سال ۱۲۸۰ ه‍.ق تا ۱۳۱۸ ه‍.ق (۱۲۴۲ تا ۱۲۷۹ خورشیدی، ۱۸۶۳ تا ۱۹۰۰ میلادی) در پشتکوه با اقتدار حکمرانی نمود. در این مدت وی نه تنها در قلمرو خود نظم و آرامش ایجاد نمود بلکه توانست شورش‌هایی را سرکوب نماید که در شمال خوزستان، لرستان و حتی کرمانشاه ایجاد شده و باعث ناآرامی منطقه شده بودند. حسینقلی خان در جریان سرکوب شورش ایلات بیرانوند، سگوند و حسنوند به همراه حاجی محسن خان خدمات شایانی به ظل السلطان نمود. بنا به نوشته های ظل السلطان در کتابش هیچ سلطانی مقتدرتر از  حسینقلی خان ابوقداره نبود. کوس انا ولاغیری را چهار مرتبه بر درگاهش می زدند و طوایف دیگر لرستان و خوانین لرستان هیچ کدام رنگ حکومت را در شهر خرم آباد ندیده بودند. چنانچه ابوقداره میرزا زکی وزیرش را برهنه کرد. والی همچنین در مقابل تجاوزات دولت عثمانی (پاشایان بغداد و اعراب مرزی) به منطقهٔ پشتکوه به خوبی ایستادگی نمود و گه‌گاه حملات سختی به آن‌ها کرد.
حسینقلی‌خان هم‌عصر با ناصرالدین‌شاه قاجار و مظفرالدین‌شاه قاجار بود. در کتاب منتظم ناصری اسم حسینقلی‌خان والی پشتکوه جزو سرتیپان دوم کشور آمده‌است. حسینقلی‌خان از طرف حکومت مرکزی به القابی چون صارم‌السلطنه، سردار اشرف و امیر تومانی در ارتش ایران و گرفتن شمشیر جواهر از ظل‌السلطان نایل آمد و به خاطر این شمشیر به ابوقداره معروف شد. در تمام دوران حکومت حسینقلی‌خان ابوقداره هیچ‌گونه تنشی بین والی و حکومت مرکزی به وجود نیامد. گرچه می‌توان نوعی سیاست بی‌اعتمادی را از دو طرف نسبت به یکدیگر مشاهده نمود، به دلیل نیاز متقابل دو طرف به هم، این بی‌اعتمادی به درگیری منجر نشد و والی همواره در راستای منافع دولت مرکزی حرکت می‌کرد.
ژاک دمورگان در این رابطه می‌نویسد:
«قدرت حسینقلی‌خان در آن زمان مشهور بود. «این آخرین بقایای ملوک‌الطوایفی ایران است که هر چند بخش‌های لرستان که در سمت چپ سیمره واقع‌اند از آن جدا شده و لرستان در نظر بومیان چندان شهرت و قدرت بزرگی ندارد. به هنگام عبور از کوه‌های لرستان از هر کس بپرسم که از این کوه‌ها که چون دیواره‌ای جلوی افق برافراشته شده‌اند کدامند با احترام زیادی پاسخ می‌شنویم: مال والی یا ملک والی است».
ناصر راد در مورد همسران و فرزندان والی می‌نویسد: 
«حسینقلی‌خان والی، همسران متعدد داشت که عبارت بودند از «ملک‌زاده» و «حمیده» فرزندان لطفعلی خان بالاوند که هر دو خواهر بودند، در کتاب تاریخ ایل بالاوند ملک‌زاده بیوهٔ یکی از حاکم‌های امرایی بوده که بعد از مرگ خواهرش حمیده همسر والی گردید هکوم از طایفه کثیر عرب در منطقهٔ دزفول، نازاره فرزند حاتم بیگ طایفه جودکی و حجیه فرزند محمد شریف از طایفه عرب در زرواتیه، فرزندان وی غلامرضاخان و علیرضاخان بودند. مادر غلامرضاخان نازاره و مادر علیرضا خان ملک‌زاده بود. همسران دیگر حسینقلی خان بچه‌دار نشدند».

## وجه تسمیهٔ ابوقداره
حسینقلی‌خان به ابوقداره مشهور بود. برای این لقب او دلایل زیادی روایت شده‌است. از جمله دلایلی که برای این لقب می‌آورند معانی چون قوه و قدرت، پدر شمشیر است. «برخی می‌گویند [...] در زمان عثمانی‌ها تعدادی از اعراب مرز ایران در چنگوله حمله کرده‌اند که به‌وسیلهٔ حسینقلی خان دستگیر و گوش آن‌ها را بریده و سپس آزاد کرد تا قدرت والی به حکام بغداد برسد، [به همین خاطر] لقب ابوقداره گرفت. علی‌رغم صحت مطلب و حادثهٔ گوش‌بری مهاجمان عثمانی اما بعید به نظر می‌رسد که به همان علت چنین لقبی گرفته بود».

در واقع مهم‌ترین دلیلی که برای نامگذاری حسینقلی‌خان به ابوقداره آورده شده، سرکوب اعراب مرزی بوده‌است. ناصر راد معتقد است که این لقب در جنگ حسینقلی‌خان با عرب‌های بنی‌طرف از سوی آن‌ها به او داده شد. رزم‌آرا می‌گوید: 
«طوایف اعراب را که برای تخطی و دستبرد به ایران آمده بودند تا کرانه دجله عقب رانده از آن‌ها تلفات و غنایم بسیاری گرفته‌است و از آن رو است که در بین‌النهرین حسینقلی خان به اسم ابوقداره معروف شده و همین اسم فامیلی برای فخر و مباهات در بین والیان و خانواده آن‌ها تا اواخر باقی بود».
ظل‌السلطان معتقد بود که عرب‌های بنی‌لام این لقب را به او داده‌اند.
«والی پشتکوه، حسینقلی‌خان ابوقداره اعراب عراق عرب و طایفهٔ بنی‌لام، چون این والی و کسانش خیلی در آنجاها دزدی می‌کردند و اذیت به آن‌ها، او را ملقب به «ابوقداره و ابوسیف» کرده بودند، یعنی صاحب شمشیر و صاحب قداره».
خیتال معتقد است که «لقب ابوقداره که به حسینقلی‌خان داده بودند به علت اینکه نیزه‌ای یا دشنه‌ای (بزرگ‌تر از چاقو و کوتاه‌تر از شمشیر) که داشت در اکثر مراسم حمل می‌کرد و در زبان عربی به نام غداره معروف بوده که به مرور زمان حرف (غ) به (ق) مبدل شده‌است و به ابوقداره معروف شده‌است؛ یا اینکه در زمان خود تفنگی داشت از تفنگ‌های دست‌پر که در قدیم معمول بوده که اعراب آن را غداره می‌خواندند مشهور شده بود به مرور ایام به (ابوقداره) مبدل شده‌است، که دو رأی اخیر نزدیک‌تر به حقیقت این لقب از دیگر آراء است».
آنچه که مشخص است ابوقداره کلمه‌ای عربی است. به نظر می‌رسد به دلیل حملات سخت حسینقلی خان به اعراب مرزی و به دلیل وحشتی که از او داشتند به او این لقب را داده‌اند. منابع هر یک به طریقی به این مسئله اشاره کرده‌اند. آنگونه که منابع شفاهی به ما می‌گویند حسینقلی‌خان در هنگام حمله به اعراب مرزی برای تنبیه این اعراب اقدام به بریدن گوش‌های آن‌ها نموده‌است، مدتی در عراق افراد زیادی بودند که با یک گوش بریده‌شده در میان جامعه ظاهر می‌شدند. این سخت‌گیری‌های حسینقلی‌خان در آن زمان زبانزد شده بود و این امر می‌تواند در تأیید منابع مکتوبی باشد که علت لقب ابوقداره را سخت‌گیری‌های وی به نسبت به اعراب دانسته‌اند.
دوران پدر حسینقلی خان ابوقداره مصادف بود با دوران غلام فرزند رضا و فرخی میرزاوند و غلام در اوایل دوران قاجاریه ریاست و کدخدایی طایفه میرزاوند و حتی عده‌ای از قلاوندها در بخش الوار گرمسیر را به عهده داشت حسینعلی فرزند شیرمرد پسرعموی غلام هم ریاست بخش دیگر را عهده دار بود غلام فرزند بزرگ در بین نوادگان میرزا جد بزرگ طایفه میرزاوند در آن موقع بود و اما بعدها غلام به خاطر سن بالا و پیری ریاست کل طایفه را به حسینعلی فرزند شیرمرد پسر عمویش که آدم جوان تر بود واگذار کرد حسینعلی فرزند شیرمرد در دورانش ریاست طایفه میرزاوند و حتی بخش وسیعی از طایفه قلاوند را بدست داشت و طبق روایت ریش سفیدان حسین خان ساکی والی لُرستان را به قتل رساند دوران ریاست حسینعلی فرزند شیرمرد و حسین خان ساکی در اوایل دوران قاجاریه دوران آقامحمدخان قاجار بوده است.
روایت است والی ایلام و لرستان که پدر همین حسینقلی خان ابوقدره که آن دوران منتصب دولت قاجاریه بود با اردی و تفنگچی‌هایش به بخش الوار گرمسیر آمده بود و گفت غلام کدخدا کجاست و غلام به پیش ابوقداره آمد گفت مالیات طوایف میرزاوند و قلاوند را واسم چطوری حساب می کنی و او گفت از هر خانوار چهل چهل گرفته شود یک نفر گفت حسینعلی پسر شیرمرد جوان تر و داناتر در این زمینه و حسینعلی پسر شیرمرد به پیش والی آمد گفت به میزان ثروت و درآمد هر خانوار از آن‌ها مالیات گرفته شود از خانوارهای فقیر کمتر از بقیه گرفته شود در آن دوران والی از طوایف لرستان مالیات می‌گرفت.
حسینعلی پسر شیرمرد از نزدیک‌ترین افراد به حسین خان ساکی بود و به دلیل اختلاف که بینشان به وجود آمده بود نقشه قتل او را طرح ریزی و اجرا کرد در واقع حسینعلی فرزند شیرمرد به حسین خان ساکی خیانت کرد حسین خان ساکی والی لُرستان بود و تا دوران او لرستان از حیطه والی ایلام ابوقداره مجزا بود حسین خان ساکی قصد داشت که تمام لرستان و خرم آباد را به زیر سیطره خودش دربیاورد و حتی با والی ایلام ابوقداره بر سر این موضوع نزاع و اختلاف داشت طبق روایت بعد به قتل رسیدن حسین خان ساکی، حسینعلی فرزند شیرمرد سر او را برید و در توبره گذاشت و به یک نفر داد که برای ابوقداره والی ایلام ببرد بعد مرگ حسین خان دوباره لُرستان توسط والی ایلام اداره می‌شد و والی از طرف دولت قاجار مالیات از مردم می‌گرفت و به دولت می‌داد.
در دوران حسینقلی خان ابوقداره عیدی فرزند افشار کدخدای طایفه میرزاوند بود که به کیخا عیدی معروف بود روایت است اردی والی حسینقلی خان ابوقداره مهمان عیدی در بخش الوارگرمسیر شدند و تا دو سه شب باران شدید می‌بارید و اردی والی همونجا در خانه عیدی ماندند عیدی پسری داشت که تقریبا ۵ ساله بود و آن شب که اردی والی مهمان عیدی بود آن پسر می‌میرد عیدی به اهل خانه اش می‌گوید تا این اشخاص مهمان ما هستند هیچ‌کس حق ندارد گریه و زاری کند و همه تا صبح ساکت بودند بعد رفتن اردیی هنوز فرسنگی از خانه عیدی دور نشدن صدای گریه و ناله از خانه عیدی بلند شده آن‌ها هم سراسیمه برگشته و متوجه ماجرا می‌شوند و به خاطر مخفی نگه داشتن این قضیه عیدی رو شماتت کردند و به او گفتند چرا این موضوع رو از ماها مخفی کردی!؟

## ابوقداره و عثمانی‌ها
مرزهای ایران و عثمانی همواره ناآرام بود. این ناآرامی‌ها از زمان صفویه شروع شد و تا پایان قاجاریه نیز ادامه داشت. پشتکوه در مرز ایران و عثمانی قرار داشت و معادن نمک، مراتع و همچنین رودخانه کنجان چم که به داخل خاک عثمانی می‌ریخت از موارد اختلاف میان والیان پشتکوه با عثمانی‌ها بود. حسینقلی‌خان «در اوایل حکومتش با دولت عثمانی در منطقهٔ باخ‌سای (باغ‌شاهی) که جزو قلمرو عراق بود درگیر شد و توانست منطقهٔ باغ‌شاهی را به قلمرو خود بیفزاید و آن را ضمیمهٔ خاک پشتکوه کند» منطقهٔ باغ‌شاهی در مرز پشتکوه با عراق و در بین زرباطیه و علی غربی قرار دارد. حسینقلی‌خان در مرزها همیشه با اقتدار کامل عمل می‌کرد «اختلافات مرزی در عهد وی شدید بوده والی پیوسته با اعراب در حال جنگ و مکرر آنان را تا کرانهٔ دجله عقب رانده‌است، و بارها موفق به گرفتن غنایمی از این قوم گشته‌است». کرزن معتقد است یکی از دلایل اختلاف با عثمانی دستبردهای والی به آنجا است و می‌نویسد: «وی از راه کوت‌العماره با بغداد خریدوفروش می‌کند و به خاک عثمانی دستبرد می‌زند و این موضوع سبب اختلاف دائمی ایران و عثمانی است [...] وی برجسته‌ترین سرکردهٔ زنده مرزی است و می‌گویند قادر است ۳۰۰۰۰ سرباز بسیج کند».